# Magnificat Gyermekkar
A Magnificat Gyermekkar Erkel Ferenc Általános Iskola zenei tagozatának tanulói, valamint az itt korábban végzett diákok. A gyermekkart a Magnificat Kórusalapítvány működteti, céljuk, hogy előadásaikkal és fellépéseikkel Magyarország és a világ minden pontján hirdessék a zene és az énekszó szeretetét.

## Története
Magnificat Gyermekkart 1990-ben alapította Szebellédi Valéria, a kórus karnagya.
Működése során a kórus számos hazai és nemzetközi kórusversenyen kiváló eredménnyel szerepelt, magas szintű zeneiségét, kifinomult hangzáskultúráját díjak sorával ismerték el. A Magnificat Gyermekkar számtalan kategóriagyőzelem, három Nagydíj (1997, 2000, 2007), A Kórusok Európai Nagydíja (2001), Kórusolimpia kétszeres olimpiai bajnoki (2004) cím birtokosa. A versenyek mellett a kórus Európa több országában nemzetközi fesztiválokon is részt vett. (Ausztria, Németország, Svájc, Franciaország, Anglia, Spanyolország, Olaszország, Görögország, Románia, Szlovákia). Több külföldi gyermekkarral (japán, német, olasz, finn, angol, spanyol, francia, kanadai) alakítottak ki cserekapcsolatokat, közös koncerteket adtak itthon és külföldön.
A kórus Budapest zenei életében is aktív szerepet játszik, önálló koncertjei mellett különböző zenekarok és együttesek felkéréseinek is eleget tesz, így számos rendezvényen szerepelt már. (Kodály, Bárdos díszünnepségek, kecskeméti Kodály Szeminárium, karnagyi kongresszus, Európa Ifjúsági Fesztivál, Magyar-Francia gála, Mini-fesztivál, jótékonysági hangversenyek, stb.) A Magnificat Gyermekkar az önálló templomi hangversenyei mellett, megalakulása óta minden évben szerepel a Szent István Bazilikában a bíborosi szentmiséken.
Karnagyuk, Szebellédi Valéria széles repertoárral neveli kórusát, koncertjeiken rendszerint különböző korszakokból való kórusművek hangzanak fel. Fontosnak tartja a kortárs szerzők műveinek előadását, több darab ősbemutatója fűződik nevéhez (Orbán György, Kocsár Miklós, Mohay Miklós, Reményi Attila, Gyöngyösi Levente szerzeményei). A gyermekkar 15. jubileumi hangversenyén is két ősbemutató hangzott fel, melyet a Bartók Rádió is rögzített.
2009-ben a kórus a Magnificat Ifjúsági Kórus nevet vette fel.
A Magyar Rádió minden évben felvételt készít velük, eddig nyolc önálló és négy midi CD-jük jelent meg. Emellett közreműködtek a Fesztiválzenekar Kodály-lemezén, Fischer Iván vezényletével. Számos oratórikus műben énekeltek: Liszt - Krisztus, Kodály - Psalmus Hungaricus, Mahler - III., valamint az Ezrek szimfóniájában. Hazai elismerésként, a kórus 2004-ben megkapta a kórusok országos szervezetétől a KÓTA-díjat. A Kulturális Örökség Minisztériuma 2005-ben Csokonai-díjat adományozott a gyermekkarnak a hazai és nemzetközi versenyeken elért kiváló eredményeiért, és a magyar kóruskultúra hagyományainak őrzéséért és terjesztéséért.